# Afranthidium karooense
Afranthidium karooense är en biart som först beskrevs av Brauns 1905.  Afranthidium karooense ingår i släktet Afranthidium och familjen buksamlarbin. Inga underarter finns listade i Catalogue of Life.